# Tour de La Provence 2022
Tour de La Provence 2022 – 7. edycja wyścigu kolarskiego Tour de La Provence, która odbyła się w dniach od 10 do 13 lutego 2022 na liczącej ponad 505 kilometrów trasie składającej się z prologu i 3 etapów, biegnącej na terenie regionu Prowansja-Alpy-Lazurowe Wybrzeże. Impreza kategorii 2.Pro była częścią UCI ProSeries 2022.

## Etapy
| Etap   | Data   | Start – Meta                      | type        | Dystans (km) | Suma wzniesień (m) | Zwycięzca etapu | Lider          |
| ------ | ------ | --------------------------------- | ----------- | ------------ | ------------------ | --------------- | -------------- |
| Prolog | 10 lut | Berre-l'Étang – Berre-l'Étang     | prolog      | 7,1          | 14 m               | Filippo Ganna   | Filippo Ganna  |
| 1      | 11 lut | Istres – Saintes-Maries-de-la-Mer | płaski      | 151,8        | 360 m              | Elia Viviani    | Filippo Ganna  |
| 2      | 12 lut | Arles – Manosque                  | pagórkowaty | 180,6        | 2202 m             | Bryan Coquard   | Filippo Ganna  |
| 3      | 13 lut | Manosque – Montagne de Lure       | górzysty    | 166,1        | 3223 m             | Nairo Quintana  | Nairo Quintana |

## Uczestnicy

### Drużyny
| WorldTeams (11)- AG2R Citroën Team - Astana Qazaqstan Team - Cofidis - Team DSM - Groupama-FDJ - Ineos Grenadiers - Israel-Premier Tech - Lotto-Soudal - Movistar Team - Quick-Step Alpha Vinyl - Trek-Segafredo ProTeams (3)- Arkéa-Samsic - B&B Hotels-KTM - TotalEnergies Continental teams (3)- Go Sport-Roubaix Lille Métropole - Nice Métropole Côte d'Azur - Saint Michel-Auber 93 |
| |

### Lista startowa
| Movistar Team MOV | Movistar Team MOV        | Movistar Team MOV |
| ----------------- | ------------------------ | ----------------- |
| Nr                | Kolarz                   | Miejsce           |
| 1                 | Iván Sosa (COL)          | 24.               |
| 2                 | Gorka Izagirre (ESP)     | DNF-1             |
| 3                 | Matteo Jorgenson (USA)   | 4.                |
| 4                 | Mathias Norsgaard (DEN)  | 50.               |
| 5                 | Óscar Rodríguez (ESP)    | 26.               |
| 6                 | José Joaquín Rojas (ESP) | 56.               |
| 7                 | Antonio Pedrero (ESP)    | 42.               |

| Quick-Step Alpha Vinyl QST | Quick-Step Alpha Vinyl QST       | Quick-Step Alpha Vinyl QST |
| -------------------------- | -------------------------------- | -------------------------- |
| Nr                         | Kolarz                           | Miejsce                    |
| 11                         | Julian Alaphilippe (FRA) (szosa) | 2.                         |
| 12                         | Pieter Serry (BEL)               | 51.                        |
| 14                         | Dries Devenyns (BEL)             | 31.                        |
| 16                         | Ilan Van Wilder (BEL)            | 6.                         |
| 17                         | Louis Vervaeke (BEL)             | 10.                        |

| Ineos Grenadiers IGD | Ineos Grenadiers IGD   | Ineos Grenadiers IGD |
| -------------------- | ---------------------- | -------------------- |
| Nr                   | Kolarz                 | Miejsce              |
| 21                   | Elia Viviani (ITA)     | 57.                  |
| 22                   | Richard Carapaz (ECU)  | DNS-2                |
| 23                   | Filippo Ganna (ITA)    | DSQ-3                |
| 24                   | Ethan Hayter (GBR)     | 58.                  |
| 25                   | Salvatore Puccio (ITA) | 86.                  |
| 26                   | Luke Rowe (GBR)        | 35.                  |

| Trek-Segafredo TFS | Trek-Segafredo TFS            | Trek-Segafredo TFS |
| ------------------ | ----------------------------- | ------------------ |
| Nr                 | Kolarz                        | Miejsce            |
| 31                 | Dario Cataldo (ITA)           | 47.                |
| 32                 | Alexander Kamp (DEN)          | 70.                |
| 33                 | Kenny Elissonde (FRA)         | 23.                |
| 34                 | Jakob Egholm (DEN)            | DNF-3              |
| 35                 | Amanuel Ghebreigzabhier (ERI) | 15.                |
| 36                 | Mattias Skjelmose (DEN)       | 3.                 |

| Cofidis COF | Cofidis COF               | Cofidis COF |
| ----------- | ------------------------- | ----------- |
| Nr          | Kolarz                    | Miejsce     |
| 41          | Victor Lafay (FRA)        | 61.         |
| 42          | Bryan Coquard (FRA)       | DNS-3       |
| 43          | Thomas Champion (FRA)     | 82.         |
| 44          | Rubén Fernández (ESP)     | 37.         |
| 45          | Pierre-Luc Périchon (FRA) | 46.         |
| 46          | Axel Zingle (FRA)         | DNS-3       |

| Astana Qazaqstan Team AST | Astana Qazaqstan Team AST | Astana Qazaqstan Team AST |
| ------------------------- | ------------------------- | ------------------------- |
| Nr                        | Kolarz                    | Miejsce                   |
| 51                        | Gleb Brusienski (KAZ)     | 79.                       |
| 52                        | Leonardo Basso (ITA)      | 88.                       |
| 53                        | Samuele Battistella (ITA) | 7.                        |
| 54                        | Michele Gazzoli (ITA)     | 71.                       |
| 56                        | Artiom Zacharow (KAZ)     | 73.                       |
| 57                        | Simone Velasco (ITA)      | 40.                       |

| AG2R Citroën Team ACT | AG2R Citroën Team ACT        | AG2R Citroën Team ACT |
| --------------------- | ---------------------------- | --------------------- |
| Nr                    | Kolarz                       | Miejsce               |
| 61                    | Geoffrey Bouchard (FRA)      | 29.                   |
| 62                    | Damien Touzé (FRA)           | 11.                   |
| 63                    | Aurélien Paret-Peintre (FRA) | 8.                    |
| 64                    | Andrea Vendrame (ITA)        | 53.                   |
| 65                    | Nicolas Prodhomme (FRA)      | DNS-3                 |

| Arkéa-Samsic ARK | Arkéa-Samsic ARK          | Arkéa-Samsic ARK |
| ---------------- | ------------------------- | ---------------- |
| Nr               | Kolarz                    | Miejsce          |
| 71               | Nairo Quintana (COL)      | 1.               |
| 72               | Miguel Flórez López (COL) | 75.              |
| 73               | Nicolas Edet (FRA)        | 48.              |
| 74               | Łukasz Owsian (POL)       | 13.              |
| 75               | Maxime Bouet (FRA)        | 9.               |
| 76               | Dayer Quintana (COL)      | 38.              |

| Groupama-FDJ GFC | Groupama-FDJ GFC        | Groupama-FDJ GFC |
| ---------------- | ----------------------- | ---------------- |
| Nr               | Kolarz                  | Miejsce          |
| 81               | Bruno Armirail (FRA)    | 66.              |
| 82               | Lewis Askey (GBR)       | 85.              |
| 83               | Arnaud Démare (FRA)     | 69.              |
| 85               | Tobias Ludvigsson (SWE) | 65.              |
| 86               | Anthony Roux (FRA)      | 83.              |
| 87               | Michael Storer (AUS)    | 28.              |

| TotalEnergies TEN | TotalEnergies TEN     | TotalEnergies TEN |
| ----------------- | --------------------- | ----------------- |
| Nr                | Kolarz                | Miejsce           |
| 91                | Maciej Bodnar (POL)   | 59.               |
| 92                | Fabien Doubey (FRA)   | 20.               |
| 93                | Valentin Ferron (FRA) | 33.               |
| 94                | Pierre Latour (FRA)   | 5.                |
| 95                | Lorrenzo Manzin (FRA) | 72.               |
| 96                | Fabien Grellier (FRA) | 64.               |
| 97                | Paul Ourselin (FRA)   | 44.               |

| B&B Hotels-KTM BBK | B&B Hotels-KTM BBK          | B&B Hotels-KTM BBK |
| ------------------ | --------------------------- | ------------------ |
| Nr                 | Kolarz                      | Miejsce            |
| 101                | Pierre Barbier (FRA)        | 89.                |
| 102                | Alexis Gougeard (FRA)       | DNF-3              |
| 103                | Miguel Heidemann (GER)      | 49.                |
| 104                | Maxime Chevalier (FRA)      | 60.                |
| 105                | Raphaël Parisella (CAN)     | DNS-3              |
| 106                | Pierre Rolland (FRA)        | DNF-3              |
| 107                | Sebastian Schönberger (AUT) | 17.                |

| Lotto-Soudal LTS | Lotto-Soudal LTS          | Lotto-Soudal LTS |
| ---------------- | ------------------------- | ---------------- |
| Nr               | Kolarz                    | Miejsce          |
| 111              | Cédric Beullens (BEL)     | 34.              |
| 112              | Philippe Gilbert (BEL)    | 39.              |
| 114              | Kamil Małecki (POL)       | 55.              |
| 115              | Michael Schwarzmann (GER) | DNF-3            |
| 116              | Viktor Verschaeve (BEL)   | 27.              |
| 117              | Xandres Vervloesem (BEL)  | 74.              |

| Saint Michel-Auber 93 AUB | Saint Michel-Auber 93 AUB  | Saint Michel-Auber 93 AUB |
| ------------------------- | -------------------------- | ------------------------- |
| Nr                        | Kolarz                     | Miejsce                   |
| 121                       | Nicolas Debeaumarché (FRA) | 52.                       |
| 122                       | Stéphane Rossetto (FRA)    | 14.                       |
| 123                       | Jason Tesson (FRA)         | DNF-3                     |
| 124                       | Joris Delbove (FRA)        | 30.                       |
| 125                       | Tony Hurel (FRA)           | DNF-3                     |
| 126                       | Yoann Paillot (FRA)        | 67.                       |

| Go Sport-Roubaix Lille Métropole GRL | Go Sport-Roubaix Lille Métropole GRL | Go Sport-Roubaix Lille Métropole GRL |
| ------------------------------------ | ------------------------------------ | ------------------------------------ |
| Nr                                   | Kolarz                               | Miejsce                              |
| 131                                  | Tom Mainguenaud (FRA)                | 36.                                  |
| 132                                  | Evaldas Šiškevicius (LTU)            | 84.                                  |
| 133                                  | Samuel Leroux (FRA)                  | 54.                                  |
| 134                                  | Jérémy Leveau (FRA)                  | 68.                                  |
| 135                                  | Valentin Tabellion (FRA)             | 80.                                  |
| 136                                  | Norman Vahtra (EST)                  | 91.                                  |
| 137                                  | Emiel Vermeulen (BEL)                | 87.                                  |

| Team DSM DSM | Team DSM DSM          | Team DSM DSM |
| ------------ | --------------------- | ------------ |
| Nr           | Kolarz                | Miejsce      |
| 141          | Romain Combaud (FRA)  | 21.          |
| 142          | Florian Stork (GER)   | 16.          |
| 143          | Mark Donovan (GBR)    | 22.          |
| 145          | Tim Naberman (NED)    | 90.          |
| 146          | Martijn Tusveld (NED) | 18.          |

| Israel-Premier Tech IPT | Israel-Premier Tech IPT          | Israel-Premier Tech IPT |
| ----------------------- | -------------------------------- | ----------------------- |
| Nr                      | Kolarz                           | Miejsce                 |
| 151                     | Rudy Barbier (FRA)               | 81.                     |
| 152                     | Patrick Bevin (NZL)              | DNF-1                   |
| 153                     | Omer Goldstein (ISR)             | 32.                     |
| 154                     | Carl Fredrik Hagen (NOR)         | 45.                     |
| 155                     | Tom Van Asbroeck (BEL)           | 63.                     |
| 156                     | Sep Vanmarcke (BEL)              | 41.                     |
| 157                     | Mads Würtz Schmidt (DEN) (szosa) | 12.                     |

| Nice Métropole Côte d'Azur NMC | Nice Métropole Côte d'Azur NMC | Nice Métropole Côte d'Azur NMC |
| ------------------------------ | ------------------------------ | ------------------------------ |
| Nr                             | Kolarz                         | Miejsce                        |
| 161                            | Antoine Berlin (MON)           | 62.                            |
| 162                            | Kévin Besson (FRA)             | 78.                            |
| 163                            | Jonathan Couanon (FRA)         | 76.                            |
| 164                            | Tristan Delacroix (FRA)        | 19.                            |
| 165                            | Jean Goubert (FRA)             | 43.                            |
| 166                            | Andrea Mifsud                  | 25.                            |
| 167                            | Maxime Urruty (FRA)            | 77.                            |

| Movistar Team MOV | Movistar Team MOV        | Movistar Team MOV |
| ----------------- | ------------------------ | ----------------- |
| Nr                | Kolarz                   | Miejsce           |
| 1                 | Iván Sosa (COL)          | 24.               |
| 2                 | Gorka Izagirre (ESP)     | DNF-1             |
| 3                 | Matteo Jorgenson (USA)   | 4.                |
| 4                 | Mathias Norsgaard (DEN)  | 50.               |
| 5                 | Óscar Rodríguez (ESP)    | 26.               |
| 6                 | José Joaquín Rojas (ESP) | 56.               |
| 7                 | Antonio Pedrero (ESP)    | 42.               |

| Quick-Step Alpha Vinyl QST | Quick-Step Alpha Vinyl QST       | Quick-Step Alpha Vinyl QST |
| -------------------------- | -------------------------------- | -------------------------- |
| Nr                         | Kolarz                           | Miejsce                    |
| 11                         | Julian Alaphilippe (FRA) (szosa) | 2.                         |
| 12                         | Pieter Serry (BEL)               | 51.                        |
| 14                         | Dries Devenyns (BEL)             | 31.                        |
| 16                         | Ilan Van Wilder (BEL)            | 6.                         |
| 17                         | Louis Vervaeke (BEL)             | 10.                        |

| Ineos Grenadiers IGD | Ineos Grenadiers IGD   | Ineos Grenadiers IGD |
| -------------------- | ---------------------- | -------------------- |
| Nr                   | Kolarz                 | Miejsce              |
| 21                   | Elia Viviani (ITA)     | 57.                  |
| 22                   | Richard Carapaz (ECU)  | DNS-2                |
| 23                   | Filippo Ganna (ITA)    | DSQ-3                |
| 24                   | Ethan Hayter (GBR)     | 58.                  |
| 25                   | Salvatore Puccio (ITA) | 86.                  |
| 26                   | Luke Rowe (GBR)        | 35.                  |

| Trek-Segafredo TFS | Trek-Segafredo TFS            | Trek-Segafredo TFS |
| ------------------ | ----------------------------- | ------------------ |
| Nr                 | Kolarz                        | Miejsce            |
| 31                 | Dario Cataldo (ITA)           | 47.                |
| 32                 | Alexander Kamp (DEN)          | 70.                |
| 33                 | Kenny Elissonde (FRA)         | 23.                |
| 34                 | Jakob Egholm (DEN)            | DNF-3              |
| 35                 | Amanuel Ghebreigzabhier (ERI) | 15.                |
| 36                 | Mattias Skjelmose (DEN)       | 3.                 |

| Cofidis COF | Cofidis COF               | Cofidis COF |
| ----------- | ------------------------- | ----------- |
| Nr          | Kolarz                    | Miejsce     |
| 41          | Victor Lafay (FRA)        | 61.         |
| 42          | Bryan Coquard (FRA)       | DNS-3       |
| 43          | Thomas Champion (FRA)     | 82.         |
| 44          | Rubén Fernández (ESP)     | 37.         |
| 45          | Pierre-Luc Périchon (FRA) | 46.         |
| 46          | Axel Zingle (FRA)         | DNS-3       |

| Astana Qazaqstan Team AST | Astana Qazaqstan Team AST | Astana Qazaqstan Team AST |
| ------------------------- | ------------------------- | ------------------------- |
| Nr                        | Kolarz                    | Miejsce                   |
| 51                        | Gleb Brusienski (KAZ)     | 79.                       |
| 52                        | Leonardo Basso (ITA)      | 88.                       |
| 53                        | Samuele Battistella (ITA) | 7.                        |
| 54                        | Michele Gazzoli (ITA)     | 71.                       |
| 56                        | Artiom Zacharow (KAZ)     | 73.                       |
| 57                        | Simone Velasco (ITA)      | 40.                       |

| AG2R Citroën Team ACT | AG2R Citroën Team ACT        | AG2R Citroën Team ACT |
| --------------------- | ---------------------------- | --------------------- |
| Nr                    | Kolarz                       | Miejsce               |
| 61                    | Geoffrey Bouchard (FRA)      | 29.                   |
| 62                    | Damien Touzé (FRA)           | 11.                   |
| 63                    | Aurélien Paret-Peintre (FRA) | 8.                    |
| 64                    | Andrea Vendrame (ITA)        | 53.                   |
| 65                    | Nicolas Prodhomme (FRA)      | DNS-3                 |

| Arkéa-Samsic ARK | Arkéa-Samsic ARK          | Arkéa-Samsic ARK |
| ---------------- | ------------------------- | ---------------- |
| Nr               | Kolarz                    | Miejsce          |
| 71               | Nairo Quintana (COL)      | 1.               |
| 72               | Miguel Flórez López (COL) | 75.              |
| 73               | Nicolas Edet (FRA)        | 48.              |
| 74               | Łukasz Owsian (POL)       | 13.              |
| 75               | Maxime Bouet (FRA)        | 9.               |
| 76               | Dayer Quintana (COL)      | 38.              |

| Groupama-FDJ GFC | Groupama-FDJ GFC        | Groupama-FDJ GFC |
| ---------------- | ----------------------- | ---------------- |
| Nr               | Kolarz                  | Miejsce          |
| 81               | Bruno Armirail (FRA)    | 66.              |
| 82               | Lewis Askey (GBR)       | 85.              |
| 83               | Arnaud Démare (FRA)     | 69.              |
| 85               | Tobias Ludvigsson (SWE) | 65.              |
| 86               | Anthony Roux (FRA)      | 83.              |
| 87               | Michael Storer (AUS)    | 28.              |

| TotalEnergies TEN | TotalEnergies TEN     | TotalEnergies TEN |
| ----------------- | --------------------- | ----------------- |
| Nr                | Kolarz                | Miejsce           |
| 91                | Maciej Bodnar (POL)   | 59.               |
| 92                | Fabien Doubey (FRA)   | 20.               |
| 93                | Valentin Ferron (FRA) | 33.               |
| 94                | Pierre Latour (FRA)   | 5.                |
| 95                | Lorrenzo Manzin (FRA) | 72.               |
| 96                | Fabien Grellier (FRA) | 64.               |
| 97                | Paul Ourselin (FRA)   | 44.               |

| B&B Hotels-KTM BBK | B&B Hotels-KTM BBK          | B&B Hotels-KTM BBK |
| ------------------ | --------------------------- | ------------------ |
| Nr                 | Kolarz                      | Miejsce            |
| 101                | Pierre Barbier (FRA)        | 89.                |
| 102                | Alexis Gougeard (FRA)       | DNF-3              |
| 103                | Miguel Heidemann (GER)      | 49.                |
| 104                | Maxime Chevalier (FRA)      | 60.                |
| 105                | Raphaël Parisella (CAN)     | DNS-3              |
| 106                | Pierre Rolland (FRA)        | DNF-3              |
| 107                | Sebastian Schönberger (AUT) | 17.                |

| Lotto-Soudal LTS | Lotto-Soudal LTS          | Lotto-Soudal LTS |
| ---------------- | ------------------------- | ---------------- |
| Nr               | Kolarz                    | Miejsce          |
| 111              | Cédric Beullens (BEL)     | 34.              |
| 112              | Philippe Gilbert (BEL)    | 39.              |
| 114              | Kamil Małecki (POL)       | 55.              |
| 115              | Michael Schwarzmann (GER) | DNF-3            |
| 116              | Viktor Verschaeve (BEL)   | 27.              |
| 117              | Xandres Vervloesem (BEL)  | 74.              |

| Saint Michel-Auber 93 AUB | Saint Michel-Auber 93 AUB  | Saint Michel-Auber 93 AUB |
| ------------------------- | -------------------------- | ------------------------- |
| Nr                        | Kolarz                     | Miejsce                   |
| 121                       | Nicolas Debeaumarché (FRA) | 52.                       |
| 122                       | Stéphane Rossetto (FRA)    | 14.                       |
| 123                       | Jason Tesson (FRA)         | DNF-3                     |
| 124                       | Joris Delbove (FRA)        | 30.                       |
| 125                       | Tony Hurel (FRA)           | DNF-3                     |
| 126                       | Yoann Paillot (FRA)        | 67.                       |

| Go Sport-Roubaix Lille Métropole GRL | Go Sport-Roubaix Lille Métropole GRL | Go Sport-Roubaix Lille Métropole GRL |
| ------------------------------------ | ------------------------------------ | ------------------------------------ |
| Nr                                   | Kolarz                               | Miejsce                              |
| 131                                  | Tom Mainguenaud (FRA)                | 36.                                  |
| 132                                  | Evaldas Šiškevicius (LTU)            | 84.                                  |
| 133                                  | Samuel Leroux (FRA)                  | 54.                                  |
| 134                                  | Jérémy Leveau (FRA)                  | 68.                                  |
| 135                                  | Valentin Tabellion (FRA)             | 80.                                  |
| 136                                  | Norman Vahtra (EST)                  | 91.                                  |
| 137                                  | Emiel Vermeulen (BEL)                | 87.                                  |

| Team DSM DSM | Team DSM DSM          | Team DSM DSM |
| ------------ | --------------------- | ------------ |
| Nr           | Kolarz                | Miejsce      |
| 141          | Romain Combaud (FRA)  | 21.          |
| 142          | Florian Stork (GER)   | 16.          |
| 143          | Mark Donovan (GBR)    | 22.          |
| 145          | Tim Naberman (NED)    | 90.          |
| 146          | Martijn Tusveld (NED) | 18.          |

| Israel-Premier Tech IPT | Israel-Premier Tech IPT          | Israel-Premier Tech IPT |
| ----------------------- | -------------------------------- | ----------------------- |
| Nr                      | Kolarz                           | Miejsce                 |
| 151                     | Rudy Barbier (FRA)               | 81.                     |
| 152                     | Patrick Bevin (NZL)              | DNF-1                   |
| 153                     | Omer Goldstein (ISR)             | 32.                     |
| 154                     | Carl Fredrik Hagen (NOR)         | 45.                     |
| 155                     | Tom Van Asbroeck (BEL)           | 63.                     |
| 156                     | Sep Vanmarcke (BEL)              | 41.                     |
| 157                     | Mads Würtz Schmidt (DEN) (szosa) | 12.                     |

| Nice Métropole Côte d'Azur NMC | Nice Métropole Côte d'Azur NMC | Nice Métropole Côte d'Azur NMC |
| ------------------------------ | ------------------------------ | ------------------------------ |
| Nr                             | Kolarz                         | Miejsce                        |
| 161                            | Antoine Berlin (MON)           | 62.                            |
| 162                            | Kévin Besson (FRA)             | 78.                            |
| 163                            | Jonathan Couanon (FRA)         | 76.                            |
| 164                            | Tristan Delacroix (FRA)        | 19.                            |
| 165                            | Jean Goubert (FRA)             | 43.                            |
| 166                            | Andrea Mifsud                  | 25.                            |
| 167                            | Maxime Urruty (FRA)            | 77.                            |

Legenda: DNF – nie ukończył etapu, OTL – przekroczył limit czasu, DNS – nie wystartował do etapu, DSQ – zdyskwalifikowany. Numer przy skrócie oznacza etap, na którym kolarz opuścił wyścig.

## Wyniki etapów

### Prolog
| Berre-l'Étang - Berre-l'Étang | prolog | (7,1 km) |

| \| Klasyfikacja etapu \| Klasyfikacja etapu \| Klasyfikacja etapu \| Klasyfikacja etapu \| Klasyfikacja etapu \| \| Kolarz \| Kolarz \| Państwo \| Drużyna \| Czas \| \| ------------------ \| ------------------- \| ------------------ \| ---------------------- \| ------------------ \| \| 1. \| Filippo Ganna \| Włochy \| Ineos Grenadiers \| 8' 04" \| \| 2. \| Ethan Hayter \| Wielka Brytania \| Ineos Grenadiers \| + 12" \| \| 3. \| Tobias Ludvigsson \| Szwecja \| Groupama-FDJ \| + 13" \| \| 4. \| Samuele Battistella \| Włochy \| Astana Qazaqstan Team \| + 15" \| \| 5. \| Pierre Latour \| Francja \| TotalEnergies \| + 15" \| \| 6. \| Julian Alaphilippe \| Francja \| Quick-Step Alpha Vinyl \| + 17" \| \| 7. \| Maciej Bodnar \| Polska \| TotalEnergies \| + 17" \| \| 8. \| Mathias Norsgaard \| Dania \| Movistar Team \| + 19" \| \| 9. \| Dries Devenyns \| Belgia \| Quick-Step Alpha Vinyl \| + 19" \| \| 10. \| Ilan Van Wilder \| Belgia \| Quick-Step Alpha Vinyl \| + 20" \| |                     |                 |                        |        |
| |                     |                 |                        |        |
| Źródło: ProCyclingStats |                     |                 |                        |        |
| Klasyfikacja etapu |                     |                 |                        |        |
| Kolarz | Kolarz              | Państwo         | Drużyna                | Czas   |
| 1. | Filippo Ganna       | Włochy          | Ineos Grenadiers       | 8' 04" |
| 2. | Ethan Hayter        | Wielka Brytania | Ineos Grenadiers       | + 12"  |
| 3. | Tobias Ludvigsson   | Szwecja         | Groupama-FDJ           | + 13"  |
| 4. | Samuele Battistella | Włochy          | Astana Qazaqstan Team  | + 15"  |
| 5. | Pierre Latour       | Francja         | TotalEnergies          | + 15"  |
| 6. | Julian Alaphilippe  | Francja         | Quick-Step Alpha Vinyl | + 17"  |
| 7. | Maciej Bodnar       | Polska          | TotalEnergies          | + 17"  |
| 8. | Mathias Norsgaard   | Dania           | Movistar Team          | + 19"  |
| 9. | Dries Devenyns      | Belgia          | Quick-Step Alpha Vinyl | + 19"  |
| 10. | Ilan Van Wilder     | Belgia          | Quick-Step Alpha Vinyl | + 20"  |

| \| Klasyfikacja generalna \| Klasyfikacja generalna \| Klasyfikacja generalna \| Klasyfikacja generalna \| Klasyfikacja generalna \| \| Kolarz \| Kolarz \| Państwo \| Drużyna \| Czas \| \| ---------------------- \| ---------------------- \| ---------------------- \| ---------------------- \| ---------------------- \| \| 1. \| Filippo Ganna \| Włochy \| Ineos Grenadiers \| 8' 04" \| \| 2. \| Ethan Hayter \| Wielka Brytania \| Ineos Grenadiers \| + 12" \| \| 3. \| Tobias Ludvigsson \| Szwecja \| Groupama-FDJ \| + 13" \| \| 4. \| Samuele Battistella \| Włochy \| Astana Qazaqstan Team \| + 15" \| \| 5. \| Pierre Latour \| Francja \| TotalEnergies \| + 15" \| \| 6. \| Julian Alaphilippe \| Francja \| Quick-Step Alpha Vinyl \| + 17" \| \| 7. \| Maciej Bodnar \| Polska \| TotalEnergies \| + 17" \| \| 8. \| Mathias Norsgaard \| Dania \| Movistar Team \| + 19" \| \| 9. \| Dries Devenyns \| Belgia \| Quick-Step Alpha Vinyl \| + 19" \| \| 10. \| Ilan Van Wilder \| Belgia \| Quick-Step Alpha Vinyl \| + 20" \| |                     |                 |                        |        |
| |                     |                 |                        |        |
| Źródło: ProCyclingStats |                     |                 |                        |        |
| Klasyfikacja generalna |                     |                 |                        |        |
| Kolarz | Kolarz              | Państwo         | Drużyna                | Czas   |
| 1. | Filippo Ganna       | Włochy          | Ineos Grenadiers       | 8' 04" |
| 2. | Ethan Hayter        | Wielka Brytania | Ineos Grenadiers       | + 12"  |
| 3. | Tobias Ludvigsson   | Szwecja         | Groupama-FDJ           | + 13"  |
| 4. | Samuele Battistella | Włochy          | Astana Qazaqstan Team  | + 15"  |
| 5. | Pierre Latour       | Francja         | TotalEnergies          | + 15"  |
| 6. | Julian Alaphilippe  | Francja         | Quick-Step Alpha Vinyl | + 17"  |
| 7. | Maciej Bodnar       | Polska          | TotalEnergies          | + 17"  |
| 8. | Mathias Norsgaard   | Dania           | Movistar Team          | + 19"  |
| 9. | Dries Devenyns      | Belgia          | Quick-Step Alpha Vinyl | + 19"  |
| 10. | Ilan Van Wilder     | Belgia          | Quick-Step Alpha Vinyl | + 20"  |

### Etap 1
| Istres - Saintes-Maries-de-la-Mer | płaski | (151,8 km) |

| \| Klasyfikacja etapu \| Klasyfikacja etapu \| Klasyfikacja etapu \| Klasyfikacja etapu \| Klasyfikacja etapu \| \| Kolarz \| Kolarz \| Państwo \| Drużyna \| Czas \| \| ------------------ \| ------------------- \| ------------------ \| ---------------------- \| ------------------ \| \| 1. \| Elia Viviani \| Włochy \| Ineos Grenadiers \| 3h 14' 58" \| \| 2. \| Sep Vanmarcke \| Belgia \| Israel-Premier Tech \| + 0" \| \| 3. \| Julian Alaphilippe \| Francja \| Quick-Step Alpha Vinyl \| + 0" \| \| 4. \| Martijn Tusveld \| Holandia \| Team DSM \| + 0" \| \| 5. \| Samuele Battistella \| Włochy \| Astana Qazaqstan Team \| + 0" \| \| 6. \| Cédric Beullens \| Belgia \| Lotto-Soudal \| + 0" \| \| 7. \| Mattias Skjelmose \| Dania \| Trek-Segafredo \| + 0" \| \| 8. \| Pierre Latour \| Francja \| TotalEnergies \| + 0" \| \| 9. \| Matteo Jorgenson \| Stany Zjednoczone \| Movistar Team \| + 0" \| \| 10. \| Ilan Van Wilder \| Belgia \| Quick-Step Alpha Vinyl \| + 0" \| |                     |                   |                        |            |
| |                     |                   |                        |            |
| Źródło: ProCyclingStats |                     |                   |                        |            |
| Klasyfikacja etapu |                     |                   |                        |            |
| Kolarz | Kolarz              | Państwo           | Drużyna                | Czas       |
| 1. | Elia Viviani        | Włochy            | Ineos Grenadiers       | 3h 14' 58" |
| 2. | Sep Vanmarcke       | Belgia            | Israel-Premier Tech    | + 0"       |
| 3. | Julian Alaphilippe  | Francja           | Quick-Step Alpha Vinyl | + 0"       |
| 4. | Martijn Tusveld     | Holandia          | Team DSM               | + 0"       |
| 5. | Samuele Battistella | Włochy            | Astana Qazaqstan Team  | + 0"       |
| 6. | Cédric Beullens     | Belgia            | Lotto-Soudal           | + 0"       |
| 7. | Mattias Skjelmose   | Dania             | Trek-Segafredo         | + 0"       |
| 8. | Pierre Latour       | Francja           | TotalEnergies          | + 0"       |
| 9. | Matteo Jorgenson    | Stany Zjednoczone | Movistar Team          | + 0"       |
| 10. | Ilan Van Wilder     | Belgia            | Quick-Step Alpha Vinyl | + 0"       |

| \| Klasyfikacja generalna \| Klasyfikacja generalna \| Klasyfikacja generalna \| Klasyfikacja generalna \| Klasyfikacja generalna \| \| Kolarz \| Kolarz \| Państwo \| Drużyna \| Czas \| \| ---------------------- \| ---------------------- \| ---------------------- \| ---------------------- \| ---------------------- \| \| 1. \| Filippo Ganna \| Włochy \| Ineos Grenadiers \| 3h 26' 05" \| \| 2. \| Julian Alaphilippe \| Francja \| Quick-Step Alpha Vinyl \| + 4" \| \| 3. \| Pierre Latour \| Francja \| TotalEnergies \| + 10" \| \| 4. \| Samuele Battistella \| Włochy \| Astana Qazaqstan Team \| + 12" \| \| 5. \| Ilan Van Wilder \| Belgia \| Quick-Step Alpha Vinyl \| + 17" \| \| 6. \| Mattias Skjelmose \| Dania \| Trek-Segafredo \| + 21" \| \| 7. \| Matteo Jorgenson \| Stany Zjednoczone \| Movistar Team \| + 21" \| \| 8. \| Louis Vervaeke \| Belgia \| Quick-Step Alpha Vinyl \| + 21" \| \| 9. \| Sep Vanmarcke \| Belgia \| Israel-Premier Tech \| + 22" \| \| 10. \| Maxime Bouet \| Francja \| Arkéa-Samsic \| + 23" \| |                     |                   |                        |            |
| |                     |                   |                        |            |
| Źródło: ProCyclingStats |                     |                   |                        |            |
| Klasyfikacja generalna |                     |                   |                        |            |
| Kolarz | Kolarz              | Państwo           | Drużyna                | Czas       |
| 1. | Filippo Ganna       | Włochy            | Ineos Grenadiers       | 3h 26' 05" |
| 2. | Julian Alaphilippe  | Francja           | Quick-Step Alpha Vinyl | + 4"       |
| 3. | Pierre Latour       | Francja           | TotalEnergies          | + 10"      |
| 4. | Samuele Battistella | Włochy            | Astana Qazaqstan Team  | + 12"      |
| 5. | Ilan Van Wilder     | Belgia            | Quick-Step Alpha Vinyl | + 17"      |
| 6. | Mattias Skjelmose   | Dania             | Trek-Segafredo         | + 21"      |
| 7. | Matteo Jorgenson    | Stany Zjednoczone | Movistar Team          | + 21"      |
| 8. | Louis Vervaeke      | Belgia            | Quick-Step Alpha Vinyl | + 21"      |
| 9. | Sep Vanmarcke       | Belgia            | Israel-Premier Tech    | + 22"      |
| 10. | Maxime Bouet        | Francja           | Arkéa-Samsic           | + 23"      |

### Etap 2
| Arles - Manosque | pagórkowaty | (180,6 km) |

| \| Klasyfikacja etapu \| Klasyfikacja etapu \| Klasyfikacja etapu \| Klasyfikacja etapu \| Klasyfikacja etapu \| \| Kolarz \| Kolarz \| Państwo \| Drużyna \| Czas \| \| ------------------ \| ---------------------- \| ------------------ \| ---------------------- \| ------------------ \| \| 1. \| Bryan Coquard \| Francja \| Cofidis \| 4h 19' 42" \| \| 2. \| Julian Alaphilippe \| Francja \| Quick-Step Alpha Vinyl \| + 0" \| \| 3. \| Filippo Ganna \| Włochy \| Ineos Grenadiers \| + 0" \| \| 4. \| Pierre Latour \| Francja \| TotalEnergies \| + 0" \| \| 5. \| Arnaud Démare \| Francja \| Groupama-FDJ \| + 0" \| \| 6. \| Nairo Quintana \| Kolumbia \| Arkéa-Samsic \| + 0" \| \| 7. \| Mads Würtz Schmidt \| Dania \| Israel-Premier Tech \| + 0" \| \| 8. \| Matteo Jorgenson \| Stany Zjednoczone \| Movistar Team \| + 0" \| \| 9. \| Aurélien Paret-Peintre \| Francja \| AG2R Citroën Team \| + 0" \| \| 10. \| Lorrenzo Manzin \| Francja \| TotalEnergies \| + 0" \| |                        |                   |                        |            |
| |                        |                   |                        |            |
| Źródło: ProCyclingStats |                        |                   |                        |            |
| Klasyfikacja etapu |                        |                   |                        |            |
| Kolarz | Kolarz                 | Państwo           | Drużyna                | Czas       |
| 1. | Bryan Coquard          | Francja           | Cofidis                | 4h 19' 42" |
| 2. | Julian Alaphilippe     | Francja           | Quick-Step Alpha Vinyl | + 0"       |
| 3. | Filippo Ganna          | Włochy            | Ineos Grenadiers       | + 0"       |
| 4. | Pierre Latour          | Francja           | TotalEnergies          | + 0"       |
| 5. | Arnaud Démare          | Francja           | Groupama-FDJ           | + 0"       |
| 6. | Nairo Quintana         | Kolumbia          | Arkéa-Samsic           | + 0"       |
| 7. | Mads Würtz Schmidt     | Dania             | Israel-Premier Tech    | + 0"       |
| 8. | Matteo Jorgenson       | Stany Zjednoczone | Movistar Team          | + 0"       |
| 9. | Aurélien Paret-Peintre | Francja           | AG2R Citroën Team      | + 0"       |
| 10. | Lorrenzo Manzin        | Francja           | TotalEnergies          | + 0"       |

| \| Klasyfikacja generalna \| Klasyfikacja generalna \| Klasyfikacja generalna \| Klasyfikacja generalna \| Klasyfikacja generalna \| \| Kolarz \| Kolarz \| Państwo \| Drużyna \| Czas \| \| ---------------------- \| ---------------------- \| ---------------------- \| ---------------------- \| ---------------------- \| \| 1. \| Filippo Ganna \| Włochy \| Ineos Grenadiers \| 7h 45' 43" \| \| 2. \| Julian Alaphilippe \| Francja \| Quick-Step Alpha Vinyl \| + 2" \| \| 3. \| Pierre Latour \| Francja \| TotalEnergies \| + 14" \| \| 4. \| Samuele Battistella \| Włochy \| Astana Qazaqstan Team \| + 16" \| \| 5. \| Mattias Skjelmose \| Dania \| Trek-Segafredo \| + 25" \| \| 6. \| Matteo Jorgenson \| Stany Zjednoczone \| Movistar Team \| + 25" \| \| 7. \| Maxime Bouet \| Francja \| Arkéa-Samsic \| + 27" \| \| 8. \| Ilan Van Wilder \| Belgia \| Quick-Step Alpha Vinyl \| + 27" \| \| 9. \| Damien Touzé \| Francja \| AG2R Citroën Team \| + 30" \| \| 10. \| Nairo Quintana \| Kolumbia \| Arkéa-Samsic \| + 32" \| |                     |                   |                        |            |
| |                     |                   |                        |            |
| Źródło: ProCyclingStats |                     |                   |                        |            |
| Klasyfikacja generalna |                     |                   |                        |            |
| Kolarz | Kolarz              | Państwo           | Drużyna                | Czas       |
| 1. | Filippo Ganna       | Włochy            | Ineos Grenadiers       | 7h 45' 43" |
| 2. | Julian Alaphilippe  | Francja           | Quick-Step Alpha Vinyl | + 2"       |
| 3. | Pierre Latour       | Francja           | TotalEnergies          | + 14"      |
| 4. | Samuele Battistella | Włochy            | Astana Qazaqstan Team  | + 16"      |
| 5. | Mattias Skjelmose   | Dania             | Trek-Segafredo         | + 25"      |
| 6. | Matteo Jorgenson    | Stany Zjednoczone | Movistar Team          | + 25"      |
| 7. | Maxime Bouet        | Francja           | Arkéa-Samsic           | + 27"      |
| 8. | Ilan Van Wilder     | Belgia            | Quick-Step Alpha Vinyl | + 27"      |
| 9. | Damien Touzé        | Francja           | AG2R Citroën Team      | + 30"      |
| 10. | Nairo Quintana      | Kolumbia          | Arkéa-Samsic           | + 32"      |

### Etap 3
| Manosque - Montagne de Lure | górzysty | (166,1 km) |

| \| Klasyfikacja etapu \| Klasyfikacja etapu \| Klasyfikacja etapu \| Klasyfikacja etapu \| Klasyfikacja etapu \| \| Kolarz \| Kolarz \| Państwo \| Drużyna \| Czas \| \| ------------------ \| ----------------------- \| ------------------ \| ---------------------- \| ------------------ \| \| 1. \| Nairo Quintana \| Kolumbia \| Arkéa-Samsic \| 4h 23' 06" \| \| 2. \| Mattias Skjelmose \| Dania \| Trek-Segafredo \| + 37" \| \| 3. \| Matteo Jorgenson \| Stany Zjednoczone \| Movistar Team \| + 37" \| \| 4. \| Iván Sosa \| Kolumbia \| Movistar Team \| + 39" \| \| 5. \| Ilan Van Wilder \| Belgia \| Quick-Step Alpha Vinyl \| + 41" \| \| 6. \| Amanuel Ghebreigzabhier \| Erytrea \| Trek-Segafredo \| + 46" \| \| 7. \| Julian Alaphilippe \| Francja \| Quick-Step Alpha Vinyl \| + 47" \| \| 8. \| Pierre Latour \| Francja \| TotalEnergies \| + 50" \| \| 9. \| Kenny Elissonde \| Francja \| Trek-Segafredo \| + 1' 00" \| \| 10. \| Geoffrey Bouchard \| Francja \| AG2R Citroën Team \| + 1' 03" \| |                         |                   |                        |            |
| |                         |                   |                        |            |
| Źródło: ProCyclingStats |                         |                   |                        |            |
| Klasyfikacja etapu |                         |                   |                        |            |
| Kolarz | Kolarz                  | Państwo           | Drużyna                | Czas       |
| 1. | Nairo Quintana          | Kolumbia          | Arkéa-Samsic           | 4h 23' 06" |
| 2. | Mattias Skjelmose       | Dania             | Trek-Segafredo         | + 37"      |
| 3. | Matteo Jorgenson        | Stany Zjednoczone | Movistar Team          | + 37"      |
| 4. | Iván Sosa               | Kolumbia          | Movistar Team          | + 39"      |
| 5. | Ilan Van Wilder         | Belgia            | Quick-Step Alpha Vinyl | + 41"      |
| 6. | Amanuel Ghebreigzabhier | Erytrea           | Trek-Segafredo         | + 46"      |
| 7. | Julian Alaphilippe      | Francja           | Quick-Step Alpha Vinyl | + 47"      |
| 8. | Pierre Latour           | Francja           | TotalEnergies          | + 50"      |
| 9. | Kenny Elissonde         | Francja           | Trek-Segafredo         | + 1' 00"   |
| 10. | Geoffrey Bouchard       | Francja           | AG2R Citroën Team      | + 1' 03"   |

## Klasyfikacje

### Klasyfikacja generalna
| \| Klasyfikacja generalna \| Klasyfikacja generalna \| Klasyfikacja generalna \| Klasyfikacja generalna \| Klasyfikacja generalna \| \| Kolarz \| Kolarz \| Państwo \| Drużyna \| Czas \| \| ---------------------- \| ---------------------- \| ---------------------- \| ---------------------- \| ---------------------- \| \| 1. \| Nairo Quintana \| Kolumbia \| Arkéa-Samsic \| 12h 09' 11" \| \| 2. \| Julian Alaphilippe \| Francja \| Quick-Step Alpha Vinyl \| + 27" \| \| 3. \| Mattias Skjelmose \| Dania \| Trek-Segafredo \| + 34" \| \| 4. \| Matteo Jorgenson \| Stany Zjednoczone \| Movistar Team \| + 36" \| \| 5. \| Pierre Latour \| Francja \| TotalEnergies \| + 42" \| \| 6. \| Ilan Van Wilder \| Belgia \| Quick-Step Alpha Vinyl \| + 46" \| \| 7. \| Samuele Battistella \| Włochy \| Astana Qazaqstan Team \| + 1' 21" \| \| 8. \| Aurélien Paret-Peintre \| Francja \| AG2R Citroën Team \| + 1' 45" \| \| 9. \| Maxime Bouet \| Francja \| Arkéa-Samsic \| + 1' 56" \| \| 10. \| Louis Vervaeke \| Belgia \| Quick-Step Alpha Vinyl \| + 2' 55" \| |                        |                   |                        |             |
| |                        |                   |                        |             |
| Źródło: ProCyclingStats |                        |                   |                        |             |
| Klasyfikacja generalna |                        |                   |                        |             |
| Kolarz | Kolarz                 | Państwo           | Drużyna                | Czas        |
| 1. | Nairo Quintana         | Kolumbia          | Arkéa-Samsic           | 12h 09' 11" |
| 2. | Julian Alaphilippe     | Francja           | Quick-Step Alpha Vinyl | + 27"       |
| 3. | Mattias Skjelmose      | Dania             | Trek-Segafredo         | + 34"       |
| 4. | Matteo Jorgenson       | Stany Zjednoczone | Movistar Team          | + 36"       |
| 5. | Pierre Latour          | Francja           | TotalEnergies          | + 42"       |
| 6. | Ilan Van Wilder        | Belgia            | Quick-Step Alpha Vinyl | + 46"       |
| 7. | Samuele Battistella    | Włochy            | Astana Qazaqstan Team  | + 1' 21"    |
| 8. | Aurélien Paret-Peintre | Francja           | AG2R Citroën Team      | + 1' 45"    |
| 9. | Maxime Bouet           | Francja           | Arkéa-Samsic           | + 1' 56"    |
| 10. | Louis Vervaeke         | Belgia            | Quick-Step Alpha Vinyl | + 2' 55"    |

| Klasyfikacja punktowa | Klasyfikacja punktowa | Klasyfikacja punktowa | Klasyfikacja punktowa  | Klasyfikacja punktowa |
| Kolarz                | Kolarz                | Państwo               | Drużyna                | Punkty                |
| --------------------- | --------------------- | --------------------- | ---------------------- | --------------------- |
| 1.                    | Julian Alaphilippe    | Francja               | Quick-Step Alpha Vinyl | 34 pkt                |
| 2.                    | Pierre Latour         | Francja               | TotalEnergies          | 18 pkt                |
| 3.                    | Nairo Quintana        | Kolumbia              | Arkéa-Samsic           | 17 pkt                |
| 4.                    | Elia Viviani          | Włochy                | Ineos Grenadiers       | 15 pkt                |
| 5.                    | Matteo Jorgenson      | Stany Zjednoczone     | Movistar Team          | 15 pkt                |
| 6.                    | Mattias Skjelmose     | Dania                 | Trek-Segafredo         | 14 pkt                |
| 7.                    | Sep Vanmarcke         | Belgia                | Israel-Premier Tech    | 12 pkt                |
| 8.                    | Martijn Tusveld       | Holandia              | Team DSM               | 9 pkt                 |
| 9.                    | Samuele Battistella   | Włochy                | Astana Qazaqstan Team  | 8 pkt                 |
| 10.                   | Arnaud Démare         | Francja               | Groupama-FDJ           | 8 pkt                 |

| Klasyfikacja punktowa | Klasyfikacja punktowa | Klasyfikacja punktowa | Klasyfikacja punktowa  | Klasyfikacja punktowa |
| Kolarz                | Kolarz                | Państwo               | Drużyna                | Punkty                |
| --------------------- | --------------------- | --------------------- | ---------------------- | --------------------- |
| 1.                    | Julian Alaphilippe    | Francja               | Quick-Step Alpha Vinyl | 34 pkt                |
| 2.                    | Pierre Latour         | Francja               | TotalEnergies          | 18 pkt                |
| 3.                    | Nairo Quintana        | Kolumbia              | Arkéa-Samsic           | 17 pkt                |
| 4.                    | Elia Viviani          | Włochy                | Ineos Grenadiers       | 15 pkt                |
| 5.                    | Matteo Jorgenson      | Stany Zjednoczone     | Movistar Team          | 15 pkt                |
| 6.                    | Mattias Skjelmose     | Dania                 | Trek-Segafredo         | 14 pkt                |
| 7.                    | Sep Vanmarcke         | Belgia                | Israel-Premier Tech    | 12 pkt                |
| 8.                    | Martijn Tusveld       | Holandia              | Team DSM               | 9 pkt                 |
| 9.                    | Samuele Battistella   | Włochy                | Astana Qazaqstan Team  | 8 pkt                 |
| 10.                   | Arnaud Démare         | Francja               | Groupama-FDJ           | 8 pkt                 |

| Klasyfikacja górska | Klasyfikacja górska     | Klasyfikacja górska | Klasyfikacja górska              | Klasyfikacja górska |
| Kolarz              | Kolarz                  | Państwo             | Drużyna                          | Punkty              |
| ------------------- | ----------------------- | ------------------- | -------------------------------- | ------------------- |
| 1.                  | Nairo Quintana          | Kolumbia            | Arkéa-Samsic                     | 10 pkt              |
| 2.                  | Paul Ourselin           | Francja             | TotalEnergies                    | 8 pkt               |
| 3.                  | Mattias Skjelmose       | Dania               | Trek-Segafredo                   | 8 pkt               |
| 4.                  | Matteo Jorgenson        | Stany Zjednoczone   | Movistar Team                    | 6 pkt               |
| 5.                  | Kévin Besson            | Francja             | Nice Métropole Côte d'Azur       | 5 pkt               |
| 6.                  | Iván Sosa               | Kolumbia            | Movistar Team                    | 4 pkt               |
| 7.                  | Tom Mainguenaud         | Francja             | Go Sport-Roubaix Lille Métropole | 2 pkt               |
| 8.                  | Ilan Van Wilder         | Belgia              | Quick-Step Alpha Vinyl           | 2 pkt               |
| 9.                  | Amanuel Ghebreigzabhier | Erytrea             | Trek-Segafredo                   | 1 pkt               |
| 10.                 | Tristan Delacroix       | Francja             | Nice Métropole Côte d'Azur       | 1 pkt               |

| Klasyfikacja górska | Klasyfikacja górska     | Klasyfikacja górska | Klasyfikacja górska              | Klasyfikacja górska |
| Kolarz              | Kolarz                  | Państwo             | Drużyna                          | Punkty              |
| ------------------- | ----------------------- | ------------------- | -------------------------------- | ------------------- |
| 1.                  | Nairo Quintana          | Kolumbia            | Arkéa-Samsic                     | 10 pkt              |
| 2.                  | Paul Ourselin           | Francja             | TotalEnergies                    | 8 pkt               |
| 3.                  | Mattias Skjelmose       | Dania               | Trek-Segafredo                   | 8 pkt               |
| 4.                  | Matteo Jorgenson        | Stany Zjednoczone   | Movistar Team                    | 6 pkt               |
| 5.                  | Kévin Besson            | Francja             | Nice Métropole Côte d'Azur       | 5 pkt               |
| 6.                  | Iván Sosa               | Kolumbia            | Movistar Team                    | 4 pkt               |
| 7.                  | Tom Mainguenaud         | Francja             | Go Sport-Roubaix Lille Métropole | 2 pkt               |
| 8.                  | Ilan Van Wilder         | Belgia              | Quick-Step Alpha Vinyl           | 2 pkt               |
| 9.                  | Amanuel Ghebreigzabhier | Erytrea             | Trek-Segafredo                   | 1 pkt               |
| 10.                 | Tristan Delacroix       | Francja             | Nice Métropole Côte d'Azur       | 1 pkt               |

| Klasyfikacja młodzieżowa | Klasyfikacja młodzieżowa | Klasyfikacja młodzieżowa | Klasyfikacja młodzieżowa         | Klasyfikacja młodzieżowa |
| Kolarz                   | Kolarz                   | Państwo                  | Drużyna                          | Czas                     |
| ------------------------ | ------------------------ | ------------------------ | -------------------------------- | ------------------------ |
| 1.                       | Mattias Skjelmose        | Dania                    | Trek-Segafredo                   | 12h 09' 45"              |
| 2.                       | Matteo Jorgenson         | Stany Zjednoczone        | Movistar Team                    | + 2"                     |
| 3.                       | Ilan Van Wilder          | Belgia                   | Quick-Step Alpha Vinyl           | + 12"                    |
| 4.                       | Samuele Battistella      | Włochy                   | Astana Qazaqstan Team            | + 47"                    |
| 5.                       | Mark Donovan             | Wielka Brytania          | Team DSM                         | + 12' 16"                |
| 6.                       | Andrea Mifsud            | Malta                    | Nice Métropole Côte d'Azur       | + 13' 03"                |
| 7.                       | Viktor Verschaeve        | Belgia                   | Lotto-Soudal                     | + 13' 11"                |
| 8.                       | Joris Delbove            | Francja                  | Saint Michel-Auber 93            | + 13' 56"                |
| 9.                       | Valentin Ferron          | Francja                  | TotalEnergies                    | + 14' 30"                |
| 10.                      | Tom Mainguenaud          | Francja                  | Go Sport-Roubaix Lille Métropole | + 15' 37"                |

| Klasyfikacja młodzieżowa | Klasyfikacja młodzieżowa | Klasyfikacja młodzieżowa | Klasyfikacja młodzieżowa         | Klasyfikacja młodzieżowa |
| Kolarz                   | Kolarz                   | Państwo                  | Drużyna                          | Czas                     |
| ------------------------ | ------------------------ | ------------------------ | -------------------------------- | ------------------------ |
| 1.                       | Mattias Skjelmose        | Dania                    | Trek-Segafredo                   | 12h 09' 45"              |
| 2.                       | Matteo Jorgenson         | Stany Zjednoczone        | Movistar Team                    | + 2"                     |
| 3.                       | Ilan Van Wilder          | Belgia                   | Quick-Step Alpha Vinyl           | + 12"                    |
| 4.                       | Samuele Battistella      | Włochy                   | Astana Qazaqstan Team            | + 47"                    |
| 5.                       | Mark Donovan             | Wielka Brytania          | Team DSM                         | + 12' 16"                |
| 6.                       | Andrea Mifsud            | Malta                    | Nice Métropole Côte d'Azur       | + 13' 03"                |
| 7.                       | Viktor Verschaeve        | Belgia                   | Lotto-Soudal                     | + 13' 11"                |
| 8.                       | Joris Delbove            | Francja                  | Saint Michel-Auber 93            | + 13' 56"                |
| 9.                       | Valentin Ferron          | Francja                  | TotalEnergies                    | + 14' 30"                |
| 10.                      | Tom Mainguenaud          | Francja                  | Go Sport-Roubaix Lille Métropole | + 15' 37"                |

| Klasyfikacja drużynowa | Klasyfikacja drużynowa | Klasyfikacja drużynowa | Klasyfikacja drużynowa |
| Drużyna                | Drużyna                | Państwo                | Czas                   |
| ---------------------- | ---------------------- | ---------------------- | ---------------------- |
| 1.                     | Quick-Step Alpha Vinyl | Belgia                 | 36h 31' 55"            |
| 2.                     | Arkéa-Samsic           | Francja                | + 1' 33"               |
| 3.                     | AG2R Citroën Team      | Francja                | + 11' 09"              |
| 4.                     | TotalEnergies          | Francja                | + 14' 22"              |
| 5.                     | Israel-Premier Tech    | Izrael                 | + 16' 26"              |
| 6.                     | Trek-Segafredo         | Stany Zjednoczone      | + 17' 28"              |
| 7.                     | Movistar Team          | Hiszpania              | + 20' 32"              |
| 8.                     | Team DSM               | Holandia               | + 23' 01"              |
| 9.                     | Ineos Grenadiers       | Wielka Brytania        | + 24' 04"              |
| 10.                    | Astana Qazaqstan Team  | Kazachstan             | + 31' 10"              |

| Klasyfikacja drużynowa | Klasyfikacja drużynowa | Klasyfikacja drużynowa | Klasyfikacja drużynowa |
| Drużyna                | Drużyna                | Państwo                | Czas                   |
| ---------------------- | ---------------------- | ---------------------- | ---------------------- |
| 1.                     | Quick-Step Alpha Vinyl | Belgia                 | 36h 31' 55"            |
| 2.                     | Arkéa-Samsic           | Francja                | + 1' 33"               |
| 3.                     | AG2R Citroën Team      | Francja                | + 11' 09"              |
| 4.                     | TotalEnergies          | Francja                | + 14' 22"              |
| 5.                     | Israel-Premier Tech    | Izrael                 | + 16' 26"              |
| 6.                     | Trek-Segafredo         | Stany Zjednoczone      | + 17' 28"              |
| 7.                     | Movistar Team          | Hiszpania              | + 20' 32"              |
| 8.                     | Team DSM               | Holandia               | + 23' 01"              |
| 9.                     | Ineos Grenadiers       | Wielka Brytania        | + 24' 04"              |
| 10.                    | Astana Qazaqstan Team  | Kazachstan             | + 31' 10"              |

### Liderzy klasyfikacji
| Etap   |             | Pierwsze miejsce _ | Klasyfikacja generalna | Punktowa           | Górska          | Młodzieżowa         | Drużynowa _            |
| ------ | ----------- | ------------------ | ---------------------- | ------------------ | --------------- | ------------------- | ---------------------- |
| Prolog | prolog      | Filippo Ganna      | Filippo Ganna          | nie przyznano      | nie przyznano   | Ethan Hayter        | Ineos Grenadiers       |
| 1      | płaski      | Elia Viviani       | Filippo Ganna          | Julian Alaphilippe | Tom Mainguenaud | Samuele Battistella | Ineos Grenadiers       |
| 2      | pagórkowaty | Bryan Coquard      | Filippo Ganna          | Julian Alaphilippe | Paul Ourselin   | Samuele Battistella | Quick-Step Alpha Vinyl |
| 3      | górzysty    | Nairo Quintana     | Nairo Quintana         | Julian Alaphilippe | Nairo Quintana  | Mattias Skjelmose   | Quick-Step Alpha Vinyl |
| Koniec | Koniec      |                    | Nairo Quintana         | Julian Alaphilippe | Nairo Quintana  | Mattias Skjelmose   | Quick-Step Alpha Vinyl |